# 卡比托利歐聖瑪利亞教堂

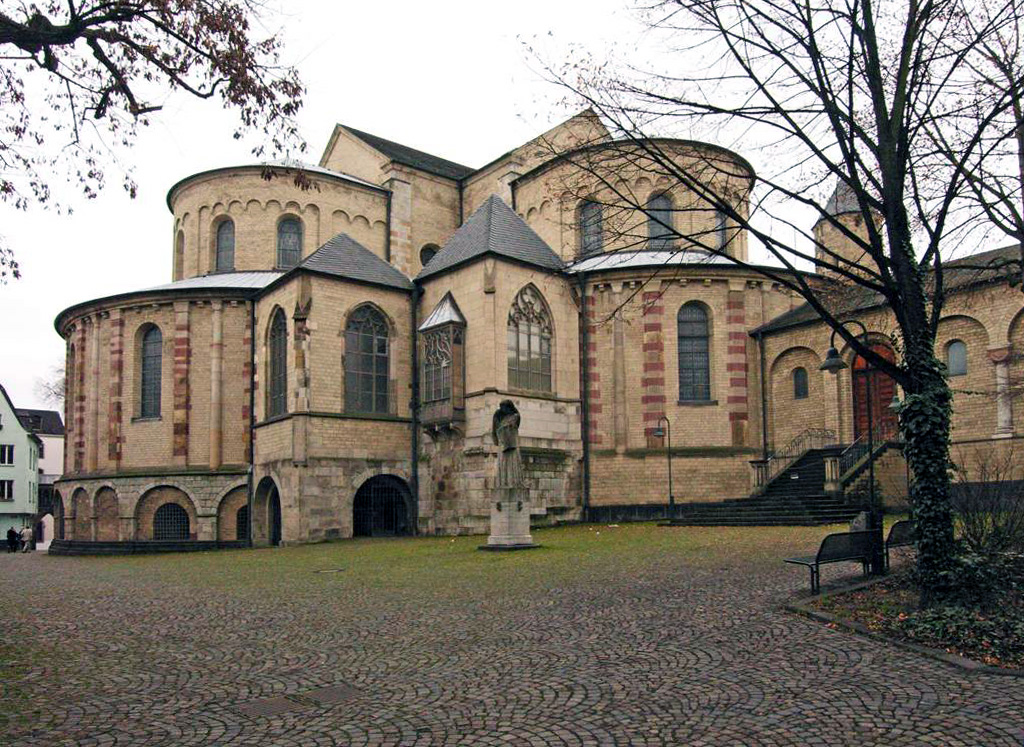
東側外觀

卡比托利歐聖瑪利亞教堂（德語：St. Maria im Kapitol）是位於德國城市科隆老城區的一座修建於11世紀的教堂，為羅馬式建築。教堂獻給聖母瑪利亞，修建於1040年至1065年期間。教堂是科隆的十二座修建於這一時期的羅馬式教堂之一。